# Lars Andersson (professor)
Lars Andersson, född 1947 i Stockholm, är en svensk professor emeritus i äldre och åldrande vid Linköpings universitet. 
Lars Andersson disputerade vid Karolinska Institutet, Solna, där han forskat om äldre och åldrande sedan 1974. 1988 anställdes han som en av fyra forskningsledare när forskningen skulle starta vid den nyinrättade stiftelsen Äldrecentrum i Stockholm. År 1989 utnämndes han till docent i gerontologi vid Karolinska Institutet. I september 2003 tillträdde han professuren i åldrande och äldre vid Linköpings Universitet och var verksam vid NISAL (Nationella institutet för forskning om äldre och åldrande) där han var chef 2005–2008. Han var redaktör för och grundare av tidskriften International Journal of Ageing and Later Life (IJAL), fanns i editorial board för tidskriften Journal of Aging and Health och var international editorial adviser för tidskriften Ageing & Society.
Han var styrelsemedlem i International Association of Gerontology, 2001–2009 och styrelsemedlem i 19 år i Research Committee ”Sociology of Aging” inom Internationella Sociologförbundet, och var dess ordförande 2002–2006. Han var också ordförande i Nordisk Gerontologisk Förening 2004–2008 och var med och startade Sveriges Gerontologiska Sällskap 1998 och var dess ordförande från starten till 2009. Lars Andersson var medlem av WHO:s Expert Advisory Panel on Ageing and Health 1997 - 2013, samt Fellow of The Gerontological Society of America sedan 1991. Han erhöll Stora Gerontologipriset 2013.

## Forskning
Lars Anderssons avhandling med titeln Aging and Loneliness. An interventional study of a group of elderly women handlar om ensamhet bland äldre kvinnor. Anderssons forskning behandlar olika områden inom socialgerontologin. Den tidiga forskningen gällde pensioneringsprocessen, bland annat de hälsomässiga effekterna av att gå i pension. Senare har han studerat ensamhetsupplevelser, folkhälsofrågor, hälsobeteende, äldreomsorg med mera. Lars Andersson har även varit med och bidragit till statliga utredningar, till exempel Pensionär’75 och Senior 2005. Lars Andersson har introducerat begreppet ålderism – fördomar, stereotypa föreställningar och diskriminering av äldre. Finns bl.a. beskrivet i boken Ålderism (2008). Andra böcker är t.ex. antologin Socialgerontologi (2002, 2013), Cultual Gerontology (2002) och med Peter Öberg, Jämlik ålderdom? (2013)